# Charles Desplanques
Pour les articles homonymes, voir Desplanques.
Charles Aristide Desplanques (Ivry, 6 février 1877 – Paris, 17 juillet 1951), est un militant anarchiste, syndicaliste et antimilitariste, collaborateur régulier de nombreux journaux libertaires en France et en Belgique.

## Biographie
Coiffeur, Desplanques adhère à la Confédération générale du travail (CGT), dont il devient le secrétaire adjoint en 1908. Collaborateur au journal Les Temps nouveaux (1895-1914) de Jean Grave, ses contributions portent essentiellement sur le syndicalisme révolutionnaire. Il participe également, en tant que trésorier et chargé de la correspondance, à la revue L'Action Directe (1903-1905) en compagnie d'Émile Pouget, de Georges Yvetot et du docteur Marc Pierrot. 
Élu en 1904 secrétaire permanent de l'Union des syndicats de la Seine il est également secrétaire adjoint de la Chambre syndicale des ouvriers coiffeurs de 1904 à 1914.
Il est condamné le 30 décembre 1905 à un an de prison et 100 Francs d'amende pour avoir signé une affiche de l'Association Internationale Antimilitariste appelant les jeunes recrues au meurtre des « soudards galonnés » qui faisaient tirer la troupe sur les grévistes. Sur les 28 prévenus lors de ce procès, vingt-six seront condamnés à des peines allant de six mois à quatre années de prison (4 ans pour Gustave Hervé, trois pour Georges Yvetot, Roger Sadrin et Miguel Almereyda). Une reproduction de cette affiche sera placardée en janvier 1906, puis une autre en février de la même année avec 3 000 signatures. Néanmoins, l'Association Internationale Antimilitariste est alors décapitée. Elle périclite en 1907 avant de se reconstituer en 1908.   
En 1912, il assure l'intérim d'Émile Pouget, emprisonné, au journal de la CGT, La Voix du Peuple.
Mobilisé en 1914, il est affecté en 1916 à une ambulance. Après la guerre, Charles Desplanques se retire du mouvement syndical mais continue à fréquenter les milieux libertaires. Il participe en tant que gérant et administrateur à la revue  Plus Loin animée par le docteur Marc Pierrot. À partir de mars 1927, il n’assure plus que la gérance du journal à la suite de son déménagement. L. Haussard lui succède en avril 1931.

## Œuvres
- Barbiers, perruquiers, coiffeurs, Octave Doin, 1927